# 坦德朗
坦德朗（發音：[tʰàɰ̃təlàɰ̃ mjo̰]）是緬甸欽邦哈卡县坦德朗镇区的行政中心。
2021年2月缅甸国防军發動軍事政變後，坦德朗成為欽邦反政變武裝的主要據點。9月緬甸軍方對坦德朗發動進攻，9月18日炸毀18棟樓房，造成上千居民流亡，10月29日又摧毀160棟房舍，上萬名居民逃至鄉間與鄰國印度的米佐拉姆邦。